# Christoph Peter
Christoph Peter, född 1626 och död 1669, var en tysk lärare, kantor och tonsättare verksam i Guben. Han gav ut psalmböcker. Peter fanns representerad redan i 1695 års psalmbok och finns fortfarande representerad i Den svenska psalmboken 1986 med en bearbetning av en tonsättning från Leipzig som används till två psalmer (nr 492 och 544).

## Psalmer
- Min synd, o Gud (1986 nr 544) bearbetad 1655 och samma melodi som:
  - Vi tackar dig så hjärtelig (1986 nr 492)